# スコーピオン (スクーナー)
| 画像をアップロード |                                                 |
| 艦歴               |                                                 |
| 発注:              |                                                 |
| 起工:              |                                                 |
| 進水:              | 1813年                                          |
| 就役:              |                                                 |
| 退役:              |                                                 |
| その後:            | 1814年9月6日にイギリス軍により捕獲              |
| 性能諸元           |                                                 |
| 排水量:            | 86トン                                          |
| 全長:              | 62 ft (18.9 m)                                  |
| 全幅:              | 17 ft (5.2 m)                                   |
| 吃水:              | 5 ft (1.5 m)                                    |
| 機関:              | 帆走                                            |
| 最大速:            |                                                 |
| 兵員:              | 士官、兵員35名                                  |
| 兵装:              | 長砲身32ポンド砲1門 32ポンド砲1門、カロネード砲 |

スコーピオン(USS Scorpion)は米英戦争時のアメリカ海軍のスクーナー。英語でサソリを意味するスコーピオンと命名された2隻目の船である。
スコーピオンは米英戦争中の1813年の春に、プレスク・アイル（現在のペンシルベニア州エリー）で進水した。
スコーピオンはオリバー・ハザード・ペリーのいとこのスティーブン・チャンプリンの指揮の下で、1813年の夏から秋の間ペリーの部隊と共にエリー湖で行動した。
1813年9月10日、スコーピオンはエリー湖の戦いに参加した。この戦いでアメリカ艦隊はイギリス艦隊を破り捕獲した。この戦いの終わりにスコーピオンとスループ・トリップはイギリスのスクーナーChippewayとスループ・リトルベルトを捕獲した。この戦いでスコーピオンは2人を失った。
この戦いの後、スコーピオンはテムズ川地域でウィリアム・ヘンリー・ハリソンの軍を支援し、兵員や物資、敵から奪った弾薬の輸送を行った。
1813年から1814年にかけての冬はスコーピオンはエリーで係船されていた。1814年5月から9月までの期間はスコーピオンはデトロイト地域の陸軍に協力してエリー湖とヒューロン湖で行動し、兵員の輸送やノタワサガ川とシムコー湖の敵の封鎖などに当たった。
1814年9月6日、ヒューロン湖の封鎖任務中にスコーピオンは、日前にイギリスに捕獲された元アメリカのスクーナー・タイグリスによって捕獲され、スコーピオンはイギリス海軍のスクーナーConflanceとなった。